# Корнудо соломонський
Корнудо соломонський (Rigidipenna inexpectata) — вид дрімлюгоподібних птахів родини білоногових (Podargidae). До 2007 року вважався підвидом білонога новогвінейського (Podargus ocellatus). Подальші дослідження показали, що це не тільки самостійний вид, а й те що він належить до окремого роду.

## Поширення
Ендемік Соломонових Островів. Трапляється лише на трьох островах: Санта-Ісабель, Бугенвіль та Гуадалканал.